# Exorista proxima
Exorista proxima là một loài ruồi trong họ Tachinidae.